# Callerya nitida
Callerya nitida är en ärtväxtart som först beskrevs av George Bentham, och fick sitt nu gällande namn av R.Geesink. Callerya nitida ingår i släktet Callerya och familjen ärtväxter. Inga underarter finns listade i Catalogue of Life.